# رشد دانش‌آموز
رشد دانش‌آموز یکی از مجلات فارسی چاپ ایران است.
انتشار مجلهٔ رشد دانش‌آموز از مهر ماه سال ۱۳۶۱ خورشیدی (اکتبر ۱۹۸۲) آغاز شده است. گر چه اگر دقیق‌تر سخن بگوییم، و تاریخ این مجله را به تاریخچهٔ سلف آن یعنی مجله‌های پیک پیوند دهیم، به مراتب این تاریخ عقب‌تر خواهد رفت و به دی ماه سال ۱۳۴۳ شمسی (دسامبر ۱۹۶۴) خواهد رسید؛ زمانی که نخستین شمارهٔ مجلهٔ پیک دانش‌آموز به بهای ۳ ریال در ۱۶ صفحه منتشر می‌شد.
شاید حتی بتوانیم آن را به مجلهٔ دانش‌آموز پیوند دهیم که از سال ۱۳۳۰ توسط ادارهٔ کل نگارش‌های وزارت فرهنگ و معارف یعنی آموزش و پرورش فعلی به چاپ می‌رسیده است. 

## مخاطب رشد دانش‌آموز
دانش‌آموزان پایه‌های چهارم و پنجم دورهٔ ابتدایی، همواره گروه سنی مخاطب مجله را تشکیل می‌داده است.

## شمارگان رشد دانش‌آموز
بنابر گزارشی که ایرج جهان‌شاهی مسئول مجلات پیک در سال ۱۳۵۲ شمسی می‌دهد، پیک دانش‌آموز شمارگانی برابر ۵۰۰ هزار و ۳۷۵ نسخه در ماه داشته است. 
اما از شمارگان دقیق نشریهٔ رشد دانش‌آموز تا مهر سال ۱۳۶۹ شمسی که شمارهٔ ۶۵ مجله به چاپ می‌رسد، بی‌خبریم. از این تاریخ است که شمارگان هر شماره از نشریه در صفحهٔ شناسنامه قید می‌شود. در این سال، مجله کار خود را با شمارگان ۳۵۰ هزار نسخه در ماه مهر آغاز می‌کند و در چهارمین شمارهٔ سال تحصیلی یعنی شمارهٔ دی به رقم ۶۵۰ هزار نسخه می‌رسد و سپس به تدریج سیری نزولی را پیش می‌گیرد. 
این روندی است که تقریباً در تمام سال‌های فعالیت مجله پیموده شده است و هنوز هم ادامه دارد. از این رو برای درک افت و خیزها و مقایسهٔ شمارگان این نشریه بهتر است به شمارگان متوسط سالیانه پناه ببریم. بر این مبنا، این رقم برای دورهٔ مذکور ۴۶۲۰۰۰ نسخه در ماه است. یک سال پس از آن، یعنی در سال تحصیلی ۷۱-۱۳۷۰ این رقم به ۵۸۱ هزار نسخه در ماه افزایش می‌یابد و در دوره‌ای ۱۰ ساله تقریباً ثابت می‌ماند.
از سال ۱۳۸۰ تا کنون سال به سال به شمارگان این نشریه افزوده شده است و در نسخهٔ ویژهٔ بهمن ۱۳۸۵ به رقم قابل توجه یک میلیون نسخه در ماه رسیده است.

## سردبیران رشد دانش‌آموز
مصطفی رحماندوست نخستین سردبیر مجلهٔ رشد دانش‌آموز است. او از بدو انتشار این مجله (یا اگر مُصر باشیم آن را ادامهٔ مجله‌های پیک به شمار آوریم، از زمان انتشار دوبارهٔ آن با نام رشد) تا سال ۱۳۷۰ سردبیری مجله را بر عهده داشته است. پس از او یک دوره حمید گروگان و دو دوره افسانه شعبان‌نژاد این نقش را عهده‌دار شده است. از آن پس محمد حمزه‌زاده عهده‌دار رهبری مجله شد و تا سال ۱۳۸۰ جمعاً ۷ دوره آن را منتشر کرد. سردبیر بعدی، بهروز رضایی کهریز بود که او نیز ۷ دوره سردبیری مجله را بر عهده داشت. شهرام شفیعی این سمت را پذیرفته و از مهر سال ۱۳۸۸ مجله‌های رشد دانش آموز با سردبیری او منتشر خواهد شد..درحدود سال های ۱۳۹۵ و ۱۳۹۶ مدت کوتاهی نیز بابک نیک‌طلب سردبیری این مجله را برعهده گرفت.